# Historial de la Primera División de Italia

El logo del scudetto con los tres colores de la bandera italiana: verde, blanco y rojo.

La liga italiana de fútbol la gana el equipo mejor clasificado al acabar la temporada, siempre que no haya un empate a puntos en cuyo caso se disputa un partido de play-off por el título entre los implicados, portando durante el año siguiente el scudetto que le acredita como campeón en la camiseta, hasta conocer a un nuevo campeón. 
El equipo que consigue ganar en diez ocasiones el campeonato, obtiene el derecho a portar una estrella junto a su escudo.
Los únicos equipos con al menos una estrella (en italiano: stella) son la Juventus Football Club, que fue el primero en conseguirla y que porta tres, el Football Club Internazionale que tiene 2 estrellas y la Associazione Calcio Milan con una. 
En negrita se indican las ligas en virtud de las cuales el correspondiente equipo gana una estrella.

## Historial de los campeonatos
Nota: Nombres y banderas de los equipos según la época.
| Temporada                     | Campeón                                            | Subcampeón                                         | Tercero                                            | Capocannoniere                                                 | Club                                                     | Goles                                              |
| Campeonato Nacional de Fútbol | Campeonato Nacional de Fútbol                      | Campeonato Nacional de Fútbol                      | Campeonato Nacional de Fútbol                      | Campeonato Nacional de Fútbol                                  | Campeonato Nacional de Fútbol                            | Campeonato Nacional de Fútbol                      |
| ----------------------------- | -------------------------------------------------- | -------------------------------------------------- | -------------------------------------------------- | -------------------------------------------------------------- | -------------------------------------------------------- | -------------------------------------------------- |
| 1898                          | Genoa C. F. C. (1)                                 | Internazionale Torino (1)                          | ---                                                | Enrico Rossi                                                   | Genoa                                                    | 2                                                  |
| 1899                          | Genoa C. F. C. (2)                                 | Internazionale Torino (2)                          | R. S. G. Torino                                    | Albert Weber                                                   | Internazionale Torino                                    | 2                                                  |
| 1900                          | Genoa C. F. C. (3)                                 | F. C. Torinese (1)                                 | A. C. Milan                                        | Edoardo Bosio                                                  | F. C. Torinese                                           | 3                                                  |
| Campeonato Italiano de Fútbol |                                                    |                                                    |                                                    |                                                                |                                                          |                                                    |
| 1901                          | A. C. Milan (1)                                    | Genoa C. F. C. (1)                                 | Juventus F. C.                                     | Ettore Negretti                                                | A. C. Milan                                              | 4                                                  |
| 1902                          | Genoa C. F. C. (4)                                 | A. C. Milan (1)                                    | F. C. Torinese                                     | Karl Senft                                                     | Genoa C. F. C.                                           | 2                                                  |
| 1903                          | Genoa C. F. C. (5)                                 | Juventus F. C. (1)                                 | A. C. Milan                                        | Umberto Malvano                                                | Juventus F. C.                                           | 4                                                  |
| Prima Categoria               |                                                    |                                                    |                                                    |                                                                |                                                          |                                                    |
| 1904                          | Genoa C. F. C. (6)                                 | Juventus F. C. (2)                                 | A. C. Milan                                        | Walter Streulè                                                 | Juventus F. C.                                           | 2                                                  |
| 1905                          | Juventus F. C. (1)                                 | Genoa C. F. C. (2)                                 | U. S. Milanese                                     | Luigi Pollack                                                  | Genoa C. F. C.                                           | 4                                                  |
| 1906                          | A. C. Milan (2)                                    | Juventus F. C. (3)                                 | Genoa C. F. C.                                     | Gioacchino Armano Étienne Bugnion Domenico Donna Guido Pedroni | Juventus F. C. Genoa C. F. C. Juventus F. C. A. C. Milan | 2                                                  |
| 1907                          | A. C. Milan (3)                                    | Torino F. C. (1)                                   | Andrea Doria Genova                                | Alessandro Trerè                                               | A. C. Milan                                              | 4                                                  |
| 1908                          | U. S. Pro Vercelli (1)                             | U. S. Milanese (1)                                 | Andrea Doria Genova                                | Desconocido                                                    | Desconocido                                              | Desconocido                                        |
| 1909                          | U. S. Pro Vercelli (2)                             | U. S. Milanese (2)                                 | Genoa C. F. C.                                     | Desconocido                                                    | Desconocido                                              | Desconocido                                        |
| 1909-10                       | F. C. Internazionale (1)                           | U. S. Pro Vercelli (1)                             | Juventus F. C.                                     | Desconocido                                                    | Desconocido                                              | Desconocido                                        |
| 1910-11                       | U. S. Pro Vercelli (3)                             | Vicenza Calcio (1)                                 | ---                                                | Desconocido                                                    | Desconocido                                              | Desconocido                                        |
| 1911-12                       | U. S. Pro Vercelli (4)                             | Venezia F. C. (1)                                  | ---                                                | Desconocido                                                    | Desconocido                                              | Desconocido                                        |
| 1912-13                       | U. S. Pro Vercelli (5)                             | S. S. Lazio (1)                                    | ---                                                | Desconocido                                                    | Desconocido                                              | Desconocido                                        |
| 1913-14                       | Casale A. S. D. (1)                                | S. S. Lazio (2)                                    | ---                                                | Desconocido                                                    | Desconocido                                              | Desconocido                                        |
| 1914-15                       | Genoa C. F. C. (7)                                 | Torino F. C. (2)                                   | ---                                                | Desconocido                                                    | Desconocido                                              | Desconocido                                        |
| 1915-16                       | Liga no disputada por la Primera Guerra Mundial    | Liga no disputada por la Primera Guerra Mundial    | Liga no disputada por la Primera Guerra Mundial    | Liga no disputada por la Primera Guerra Mundial                | Liga no disputada por la Primera Guerra Mundial          | Liga no disputada por la Primera Guerra Mundial    |
| 1916-17                       | Liga no disputada por la Primera Guerra Mundial    | Liga no disputada por la Primera Guerra Mundial    | Liga no disputada por la Primera Guerra Mundial    | Liga no disputada por la Primera Guerra Mundial                | Liga no disputada por la Primera Guerra Mundial          | Liga no disputada por la Primera Guerra Mundial    |
| 1917-18                       | Liga no disputada por la Primera Guerra Mundial    | Liga no disputada por la Primera Guerra Mundial    | Liga no disputada por la Primera Guerra Mundial    | Liga no disputada por la Primera Guerra Mundial                | Liga no disputada por la Primera Guerra Mundial          | Liga no disputada por la Primera Guerra Mundial    |
| 1918-19                       | Liga no disputada por la Primera Guerra Mundial    | Liga no disputada por la Primera Guerra Mundial    | Liga no disputada por la Primera Guerra Mundial    | Liga no disputada por la Primera Guerra Mundial                | Liga no disputada por la Primera Guerra Mundial          | Liga no disputada por la Primera Guerra Mundial    |
| 1919-20                       | F. C. Internazionale (2)                           | A. S. Livorno Calcio (1)                           | ---                                                | Desconocido                                                    | Desconocido                                              | Desconocido                                        |
| 1920-21                       | U. S. Pro Vercelli (6)                             | A. C. Pisa (1)                                     | ---                                                | Desconocido                                                    | Desconocido                                              | Desconocido                                        |
| 1921-22 (FGIC)                | U. S. Novese (1)                                   | Ginnastica Sampierdarenese (1)                     | ---                                                | Desconocido                                                    | Desconocido                                              | Desconocido                                        |
| Prima Divisione               |                                                    |                                                    |                                                    |                                                                |                                                          |                                                    |
| 1921-22 (CCI)                 | U. S. Pro Vercelli (7)                             | Fortitudo Roma (1)                                 | ---                                                | Desconocido                                                    | Desconocido                                              | Desconocido                                        |
| 1922-23                       | Genoa C. F. C. (8)                                 | S. S. Lazio (3)                                    | ---                                                | Desconocido                                                    | Desconocido                                              | Desconocido                                        |
| 1923-24                       | Genoa C. F. C. (9)                                 | Savoia (1)                                         | ---                                                | Heinrich Schönfeld                                             | Torino F. C.                                             | 22                                                 |
| 1924-25                       | Bologna F. C. (1)                                  | U. S. Alba Audace (1)                              | ---                                                | Mario Magnozzi                                                 | AS Livorno                                               | 19                                                 |
| 1925-26                       | Juventus F. C. (2)                                 | U. S. Alba Audace (2)                              | ---                                                | Férénc Hirzer                                                  | Juventus F. C.                                           | 35                                                 |
| Divisione Nazionale           |                                                    |                                                    |                                                    |                                                                |                                                          |                                                    |
| 1926-27                       | (1)                                                | Bologna F. C. (1)                                  | Juventus F. C.                                     | Antonio Powolny                                                | F. C. Internazionale                                     | 22                                                 |
| 1927-28                       | Torino F. C. (1)                                   | Genoa C. F. C. (3)                                 | ---                                                | Julio Libonatti                                                | Torino F. C.                                             | 35                                                 |
| 1928-29                       | Bologna F. C. (2)                                  | Torino F. C. (3)                                   | ---                                                | Gino Rossetti                                                  | Torino F. C.                                             | 36                                                 |
| Serie A                       |                                                    |                                                    |                                                    |                                                                |                                                          |                                                    |
| 1929-30                       | Ambrosiana Inter (3)                               | Genoa C. F. C. (4)                                 | Juventus F. C.                                     | Giuseppe Meazza                                                | Ambrosiana Inter                                         | 31                                                 |
| 1930-31                       | Juventus F. C. (3)                                 | A. S. Roma (2)                                     | Bologna F. C.                                      | Rodolfo Volk                                                   | A. S. Roma                                               | 29                                                 |
| 1931-32                       | Juventus F. C. (4)                                 | Bologna F. C. (2)                                  | A. S. Roma                                         | Pedro Petrone Angelo Schiavio                                  | A. C. F. Fiorentina Bologna F. C.                        | 25                                                 |
| 1932-33                       | Juventus F. C. (5)                                 | Ambrosiana Inter (1)                               | Bologna F. C.                                      | Felice Borel                                                   | Juventus F. C.                                           | 29                                                 |
| 1933-34                       | Juventus F. C. (6)                                 | Ambrosiana Inter (2)                               | S. S. C. Napoli                                    | Felice Borel                                                   | Juventus F. C.                                           | 31                                                 |
| 1934-35                       | Juventus F. C. (7)                                 | Ambrosiana Inter (3)                               | A. C. F. Fiorentina                                | Enrique Guaita                                                 | A. S. Roma                                               | 28                                                 |
| 1935-36                       | Bologna F. C. (3)                                  | A. S. Roma (3)                                     | Torino F. C.                                       | Giuseppe Meazza                                                | Ambrosiana Inter                                         | 25                                                 |
| 1936-37                       | Bologna F. C. (4)                                  | S. S. Lazio (3)                                    | Torino F. C.                                       | Silvio Piola                                                   | S. S. Lazio                                              | 21                                                 |
| 1937-38                       | Ambrosiana Inter (4)                               | Juventus F. C. (4)                                 | A. C. Milan                                        | Giuseppe Meazza                                                | Ambrosiana Inter                                         | 20                                                 |
| 1938-39                       | Bologna F. C. (5)                                  | Torino F. C. (4)                                   | Ambrosiana Inter                                   | Aldo Boffi Héctor Puricelli                                    | A. C. Milan Bologna F. C.                                | 19                                                 |
| 1939-40                       | Ambrosiana Inter (5)                               | Bologna F. C. (3)                                  | Juventus F. C.                                     | Aldo Boffi                                                     | A. C. Milan                                              | 24                                                 |
| 1940-41                       | Bologna F. C. (6)                                  | Ambrosiana Inter (4)                               | A. C. Milan                                        | Héctor Puricelli                                               | Bologna F. C.                                            | 22                                                 |
| 1941-42                       | A. S. Roma (1)                                     | Torino F. C. (5)                                   | Venezia F. C.                                      | Aldo Boffi                                                     | A. C. Milan                                              | 22                                                 |
| 1942-43                       | Torino F. C. (2)                                   | A. S. Livorno Calcio (2)                           | Juventus F. C.                                     | Silvio Piola                                                   | S. S. Lazio                                              | 21                                                 |
| 1943-44                       | Liga no disputada por la Segunda Guerra Mundial(2) | Liga no disputada por la Segunda Guerra Mundial(2) | Liga no disputada por la Segunda Guerra Mundial(2) | Liga no disputada por la Segunda Guerra Mundial(2)             | Liga no disputada por la Segunda Guerra Mundial(2)       | Liga no disputada por la Segunda Guerra Mundial(2) |
| 1944-45                       | Liga no disputada por la Segunda Guerra Mundial(2) | Liga no disputada por la Segunda Guerra Mundial(2) | Liga no disputada por la Segunda Guerra Mundial(2) | Liga no disputada por la Segunda Guerra Mundial(2)             | Liga no disputada por la Segunda Guerra Mundial(2)       | Liga no disputada por la Segunda Guerra Mundial(2) |
| 1945-46                       | Torino F. C. (3)                                   | Juventus F. C. (5)                                 | A. C. Milan                                        | Eusebio Castigliano                                            | Torino F. C.                                             | 13                                                 |
| 1946-47                       | Torino F. C. (4)                                   | Juventus F. C. (6)                                 | Modena F. C.                                       | Valentino Mazzola                                              | Torino F. C.                                             | 29                                                 |
| 1947-48                       | Torino F. C. (5)                                   | A. C. Milan (2)                                    | Juventus F. C.                                     | Giampiero Boniperti                                            | Juventus F. C.                                           | 27                                                 |
| 1948-49                       | Torino F. C. (6)                                   | F. C. Internazionale (5)                           | A. C. Milan                                        | Istvan Nyers                                                   | F. C. Internazionale                                     | 26                                                 |
| 1949-50                       | Juventus F. C. (8)                                 | A. C. Milan (3)                                    | F. C. Internazionale                               | Gunnar Nordahl                                                 | A. C. Milan                                              | 35                                                 |
| 1950-51                       | A. C. Milan (4)                                    | F. C. Internazionale (6)                           | Juventus F. C.                                     | Gunnar Nordahl                                                 | A. C. Milan                                              | 34                                                 |
| 1951-52                       | Juventus F. C. (9)                                 | A. C. Milan (4)                                    | F. C. Internazionale                               | John Hansen                                                    | Juventus F. C.                                           | 30                                                 |
| 1952-53                       | F. C. Internazionale (6)                           | Juventus F. C. (7)                                 | A. C. Milan                                        | Gunnar Nordahl                                                 | A. C. Milan                                              | 26                                                 |
| 1953-54                       | F. C. Internazionale (7)                           | Juventus F. C. (8)                                 | A. C. Milan                                        | Gunnar Nordahl                                                 | A. C. Milan                                              | 23                                                 |
| 1954-55                       | A. C. Milan (5)                                    | Udinese Calcio (1)                                 | A. S. Roma                                         | Gunnar Nordahl                                                 | A. C. Milan                                              | 27                                                 |
| 1955-56                       | A. C. F. Fiorentina (1)                            | A. C. Milan (5)                                    | F. C. Internazionale                               | Gino Pivatelli                                                 | Bologna F. C.                                            | 29                                                 |
| 1956-57                       | A. C. Milan (6)                                    | A. C. F. Fiorentina (1)                            | S. S. Lazio                                        | Dino da Costa                                                  | A. S. Roma                                               | 22                                                 |
| 1957-58                       | Juventus F. C. (10)                                | A. C. F. Fiorentina (2)                            | Calcio Padova                                      | John Charles                                                   | Juventus F. C.                                           | 28                                                 |
| 1958-59                       | A. C. Milan (7)                                    | A. C. F. Fiorentina (3)                            | F. C. Internazionale                               | Antonio Angelillo                                              | F. C. Internazionale                                     | 33                                                 |
| 1959-60                       | Juventus F. C. (11)                                | A. C. F. Fiorentina (4)                            | A. C. Milan                                        | Omar Sívori                                                    | Juventus F. C.                                           | 28                                                 |
| 1960-61                       | Juventus F. C. (12)                                | A. C. Milan (6)                                    | F. C. Internazionale                               | Sergio Brighenti                                               | U. C. Sampdoria                                          | 27                                                 |
| 1961-62                       | A. C. Milan (8)                                    | F. C. Internazionale (7)                           | A. C. F. Fiorentina                                | José Altafini Aurelio Milani                                   | A. C. Milan A. C. F. Fiorentina                          | 22                                                 |
| 1962-63                       | F. C. Internazionale (8)                           | Juventus F. C. (9)                                 | A. C. Milan                                        | Harald Nielsen Pedro Manfredini                                | Bologna F. C. A. S. Roma                                 | 19                                                 |
| 1963-64                       | Bologna F. C. (7)                                  | F. C. Internazionale (8)                           | A. C. Milan                                        | Harald Nielsen                                                 | Bologna F. C.                                            | 21                                                 |
| 1964-65                       | F. C. Internazionale (9)                           | A. C. Milan (7)                                    | Torino F. C.                                       | Alberto Orlando Sandro Mazzola                                 | A. C. F. Fiorentina F. C. Internazionale                 | 17                                                 |
| 1965-66                       | F. C. Internazionale (10)                          | Bologna F. C. (4)                                  | S. S. C. Napoli                                    | Luís Vinício                                                   | Vicenza Calcio                                           | 25                                                 |
| 1966-67                       | Juventus F. C. (13)                                | F. C. Internazionale (9)                           | Bologna F. C.                                      | Gigi Riva                                                      | Cagliari Calcio                                          | 18                                                 |
| 1967-68                       | A. C. Milan (9)                                    | S. S. C. Napoli (1)                                | Juventus F. C.                                     | Pierino Prati                                                  | A. C. Milan                                              | 15                                                 |
| 1968-69                       | A. C. F. Fiorentina (2)                            | Cagliari Calcio (1)                                | A. C. Milan                                        | Gigi Riva                                                      | Cagliari Calcio                                          | 21                                                 |
| 1969-70                       | Cagliari Calcio (1)                                | F. C. Internazionale (10)                          | Juventus F. C.                                     | Gigi Riva                                                      | Cagliari Calcio                                          | 21                                                 |
| 1970-71                       | F. C. Internazionale (11)                          | A. C. Milan (8)                                    | S. S. C. Napoli                                    | Roberto Boninsegna                                             | F. C. Internazionale                                     | 24                                                 |
| 1971-72                       | Juventus F. C. (14)                                | A. C. Milan (9)                                    | Torino F. C.                                       | Roberto Boninsegna                                             | F. C. Internazionale                                     | 22                                                 |
| 1972-73                       | Juventus F. C. (15)                                | A. C. Milan (10)                                   | S. S. Lazio                                        | Paolino Pulici Gianni Rivera Giuseppe Savoldi                  | Torino F. C. A. C. Milan Bologna F. C.                   | 17                                                 |
| 1973-74                       | S. S. Lazio (1)                                    | Juventus F. C. (10)                                | S. S. C. Napoli                                    | Giorgio Chinaglia                                              | S. S. Lazio                                              | 24                                                 |
| 1974-75                       | Juventus F. C. (16)                                | S. S. C. Napoli (2)                                | A. S. Roma                                         | Paolino Pulici                                                 | Torino F. C.                                             | 18                                                 |
| 1975-76                       | Torino F. C. (7)                                   | Juventus F. C. (11)                                | A. C. Milan                                        | Paolino Pulici                                                 | Torino F. C.                                             | 21                                                 |
| 1976-77                       | Juventus F. C. (17)                                | Torino F. C. (6)                                   | A. C. F. Fiorentina                                | Francesco Graziani                                             | Torino F. C.                                             | 21                                                 |
| 1977-78                       | Juventus F. C. (18)                                | Vicenza Calcio (2)                                 | Torino F. C.                                       | Paolo Rossi                                                    | Vicenza Calcio                                           | 24                                                 |
| 1978-79                       | A. C. Milan (10)                                   | A. C. Perugia Calcio (1)                           | Juventus F. C.                                     | Bruno Giordano                                                 | S. S. Lazio                                              | 19                                                 |
| 1979-80                       | F. C. Internazionale (12)                          | Juventus F. C. (12)                                | Torino F. C.                                       | Roberto Bettega                                                | Juventus F. C.                                           | 16                                                 |
| 1980-81                       | Juventus F. C. (19)                                | A. S. Roma (4)                                     | S. S. C. Napoli                                    | Roberto Pruzzo                                                 | A. S. Roma                                               | 18                                                 |
| 1981-82                       | Juventus F. C. (20)                                | A. C. F. Fiorentina (5)                            | A. S. Roma                                         | Roberto Pruzzo                                                 | A. S. Roma                                               | 15                                                 |
| 1982-83                       | A. S. Roma (2)                                     | Juventus F. C. (13)                                | F. C. Internazionale                               | Michel Platini                                                 | Juventus F. C.                                           | 16                                                 |
| 1983-84                       | Juventus F. C. (21)                                | A. S. Roma (5)                                     | A. C. F. Fiorentina                                | Michel Platini                                                 | Juventus F. C.                                           | 20                                                 |
| 1984-85                       | Hellas Verona F. C. (1)                            | Torino F. C. (7)                                   | F. C. Internazionale                               | Michel Platini                                                 | Juventus F. C.                                           | 18                                                 |
| 1985-86                       | Juventus F. C. (22)                                | A. S. Roma (6)                                     | S. S. C. Napoli                                    | Roberto Pruzzo                                                 | A. S. Roma                                               | 19                                                 |
| 1986-87                       | S. S. C. Napoli (1)                                | Juventus F. C. (14)                                | F. C. Internazionale                               | Pietro Paolo Virdis                                            | A. C. Milan                                              | 17                                                 |
| 1987-88                       | A. C. Milan (11)                                   | S. S. C. Napoli (3)                                | A. S. Roma                                         | Diego Armando Maradona                                         | S. S. C. Napoli                                          | 15                                                 |
| 1988-89                       | F. C. Internazionale (13)                          | S. S. C. Napoli (4)                                | A. C. Milan                                        | Aldo Serena                                                    | F. C. Internazionale                                     | 22                                                 |
| 1989-90                       | S. S. C. Napoli (2)                                | A. C. Milan (11)                                   | F. C. Internazionale                               | Marco van Basten                                               | A. C. Milan                                              | 19                                                 |
| 1990-91                       | U. C. Sampdoria (1)                                | A. C. Milan (12)                                   | F. C. Internazionale                               | Gianluca Vialli                                                | U. C. Sampdoria                                          | 19                                                 |
| 1991-92                       | A. C. Milan (12)                                   | Juventus F. C. (15)                                | Torino F. C.                                       | Marco van Basten                                               | A. C. Milan                                              | 25                                                 |
| 1992-93                       | A. C. Milan (13)                                   | F. C. Internazionale (11)                          | Parma F. C.                                        | Giuseppe Signori                                               | S. S. Lazio                                              | 26                                                 |
| 1993-94                       | A. C. Milan (14)                                   | Juventus F. C. (16)                                | U. C. Sampdoria                                    | Giuseppe Signori                                               | S. S. Lazio                                              | 23                                                 |
| 1994-95                       | Juventus F. C. (23)                                | S. S. Lazio (4)                                    | Parma F. C.                                        | Gabriel Batistuta                                              | A. C. F. Fiorentina                                      | 26                                                 |
| 1995-96                       | A. C. Milan (15)                                   | Juventus F. C. (17)                                | S. S. Lazio                                        | Giuseppe Signori Igor Protti                                   | S. S. Lazio Bari                                         | 24                                                 |
| 1996-97                       | Juventus F. C. (24)                                | Parma F. C. (1)                                    | F. C. Internazionale                               | Filippo Inzaghi                                                | Atalanta                                                 | 24                                                 |
| 1997-98                       | Juventus F. C. (25)                                | F. C. Internazionale (12)                          | Udinese Calcio                                     | Oliver Bierhoff                                                | Udinese Calcio                                           | 27                                                 |
| 1998-99                       | A. C. Milan (16)                                   | S. S. Lazio (5)                                    | A. C. F. Fiorentina                                | Márcio Amoroso                                                 | Udinese Calcio                                           | 22                                                 |
| 1999-2000                     | S. S. Lazio (2)                                    | Juventus F. C. (18)                                | A. C. Milan                                        | Andriy Shevchenko                                              | A. C. Milan                                              | 24                                                 |
| 2000-01                       | A. S. Roma (3)                                     | Juventus F. C. (19)                                | S. S. Lazio                                        | Hernán Crespo                                                  | S. S. Lazio                                              | 26                                                 |
| 2001-02                       | Juventus F. C. (26)                                | A. S. Roma (7)                                     | F. C. Internazionale                               | David Trezeguet Dario Hübner                                   | Juventus F. C. Piacenza                                  | 24                                                 |
| 2002-03                       | Juventus F. C. (27)                                | F. C. Internazionale (13)                          | A. C. Milan                                        | Christian Vieri                                                | F. C. Internazionale                                     | 24                                                 |
| 2003-04                       | A. C. Milan (17)                                   | A. S. Roma (8)                                     | Juventus F. C.                                     | Andriy Shevchenko                                              | A. C. Milan                                              | 24                                                 |
| 2004-05                       | (3)                                                | A. C. Milan (13)                                   | F. C. Internazionale                               | Cristiano Lucarelli                                            | A. S. Livorno Calcio                                     | 24                                                 |
| 2005-06                       | F. C. Internazionale (14)                          | A. S. Roma (9)                                     | A. C. Milan                                        | Luca Toni                                                      | A. C. F. Fiorentina                                      | 31                                                 |
| 2006-07                       | F. C. Internazionale (15)                          | A. S. Roma (10)                                    | S. S. Lazio                                        | Francesco Totti                                                | A. S. Roma                                               | 26                                                 |
| 2007-08                       | F. C. Internazionale (16)                          | A. S. Roma (11)                                    | Juventus F. C.                                     | Alessandro Del Piero                                           | Juventus F. C.                                           | 21                                                 |
| 2008-09                       | F. C. Internazionale (17)                          | Juventus F. C. (20)                                | A. C. Milan                                        | Zlatan Ibrahimović                                             | F. C. Internazionale                                     | 25                                                 |
| 2009-10                       | F. C. Internazionale (18)                          | A. S. Roma (12)                                    | A. C. Milan                                        | Antonio Di Natale                                              | Udinese Calcio                                           | 29                                                 |
| 2010-11                       | A. C. Milan (18)                                   | F. C. Internazionale (14)                          | S. S. C. Napoli                                    | Antonio Di Natale                                              | Udinese Calcio                                           | 28                                                 |
| 2011-12                       | Juventus F. C. (28)                                | A. C. Milan (14)                                   | Udinese Calcio                                     | Zlatan Ibrahimović                                             | A. C. Milan                                              | 28                                                 |
| 2012-13                       | Juventus F. C. (29)                                | S. S. C. Napoli (5)                                | A. C. Milan                                        | Edinson Cavani                                                 | S. S. C. Napoli                                          | 29                                                 |
| 2013-14                       | Juventus F. C. (30)                                | A. S. Roma (13)                                    | S. S. C. Napoli                                    | Ciro Immobile                                                  | Torino F. C.                                             | 22                                                 |
| 2014-15                       | Juventus F. C. (31)                                | A. S. Roma (14)                                    | S. S. Lazio                                        | Luca Toni Mauro Icardi                                         | Hellas Verona F. C. F. C. Internazionale                 | 22                                                 |
| 2015-16                       | Juventus F. C. (32)                                | S. S. C. Napoli (6)                                | A. S. Roma                                         | Gonzalo Higuaín                                                | S. S. C. Napoli                                          | 36                                                 |
| 2016-17                       | Juventus F. C. (33)                                | A. S. Roma (15)                                    | S. S. C. Napoli                                    | Edin Džeko                                                     | A. S. Roma                                               | 29                                                 |
| 2017-18                       | Juventus F. C. (34)                                | S. S. C. Napoli (7)                                | A. S. Roma                                         | Ciro Immobile                                                  | S. S. Lazio                                              | 29                                                 |
| 2018-19                       | Juventus F. C. (35)                                | S. S. C. Napoli (8)                                | Atalanta BC                                        | Fabio Quagliarella                                             | Sampdoria                                                | 26                                                 |
| 2019-20                       | Juventus F. C. (36)                                | F. C. Internazionale (15)                          | Atalanta BC                                        | Ciro Immobile                                                  | S. S. Lazio                                              | 36                                                 |
| 2020-21                       | F. C. Internazionale (19)                          | A. C. Milan (15)                                   | Atalanta BC                                        | Cristiano Ronaldo                                              | Juventus F.C.                                            | 29                                                 |
| 2021-22                       | A. C. Milan (19)                                   | F. C. Internazionale (16)                          | S. S. C. Napoli                                    | Ciro Immobile                                                  | S. S. Lazio                                              | 27                                                 |
| 2022-23                       | S. S. C. Napoli (3)                                | S. S. Lazio (6)                                    | F. C. Internazionale                               | Victor Osimhen                                                 | S. S. C. Napoli                                          | 26                                                 |
| 2023-24                       | F. C. Internazionale (20)                          | A. C. Milan (16)                                   | Juventus F. C.                                     | Lautaro Martínez                                               | F. C. Internazionale                                     | 24                                                 |
| 2024-25                       | S. S. C. Napoli (4)                                | F. C. Internazionale (17)                          | Atalanta B. C.                                     | Mateo Retegui                                                  | Atalanta B. C.                                           | 25                                                 |

## Palmarés histórico
| Club                 | Campeonatos | Subcampeonatos | Años de los campeonatos |
| -------------------- | ----------- | -------------- | --- |
| Juventus F. C.       | 36          | 20             | 1905, 1926, 1931, 1932, 1933, 1934, 1935, 1950, 1952, 1958, 1960, 1961, 1967, 1972, 1973, 1975, 1977, 1978, 1981, 1982, 1984, 1986, 1995, 1997, 1998, 2002, 2003, 2012, 2013, 2014, 2015, 2016, 2017, 2018, 2019, 2020 |
| F. C. Internazionale | 20          | 17             | 1910, 1920, 1930, 1938, 1940, 1953, 1954, 1963, 1965, 1966, 1971, 1980, 1989, 2006, 2007, 2008, 2009, 2010, 2021, 2024                                                                                                 |
| A. C. Milan          | 19          | 16             | 1901, 1906, 1907, 1951, 1955, 1957, 1959, 1962, 1968, 1979, 1988, 1992, 1993, 1994, 1996, 1999, 2004, 2011, 2022 |
| Genoa C. F. C.       | 9           | 4              | 1898, 1899, 1900, 1902, 1903, 1904, 1915, 1923, 1924 |
| Torino F. C.         | 7           | 7              | 1928, 1943, 1946, 1947, 1948, 1949, 1976 |
| Bologna F. C.        | 7           | 4              | 1925, 1929, 1936, 1937, 1939, 1941, 1964 |
| U. S. Pro Vercelli   | 7           | 1              | 1908, 1909, 1911, 1912, 1913, 1921, 1922 |
| S. S. C. Napoli      | 4           | 8              | 1987, 1990, 2023, 2025 |
| A. S. Roma           | 3           | 14             | 1942, 1983, 2001 |
| S. S. Lazio          | 2           | 6              | 1974, 2000 |
| A. C. F. Fiorentina  | 2           | 5              | 1956, 1969 |
| Casale A. S. D.      | 1           | -              | 1914 |
| U. S. Novese         | 1           | -              | 1922 |
| Cagliari Calcio      | 1           | -              | 1970 |
| Hellas Verona F. C.  | 1           | -              | 1985 |
| U. C. Sampdoria      | 1           | -              | 1991 |